# Casa Deixona
La Casa Deixona és la casa del número 4 - 4 bis del Carrer de Sant Jaume de la vila de Vilafranca de Conflent, de la comuna del mateix nom, a la comarca del Conflent, de la Catalunya del Nord.
Està situada al començament del Carrer de Sant Jaume, a prop a llevant de l'església de Sant Jaume, a les parcel·les cadastrals 163 i 164. És la segona casa cap a llevant a partir de l'església (la primera és molt estreta).

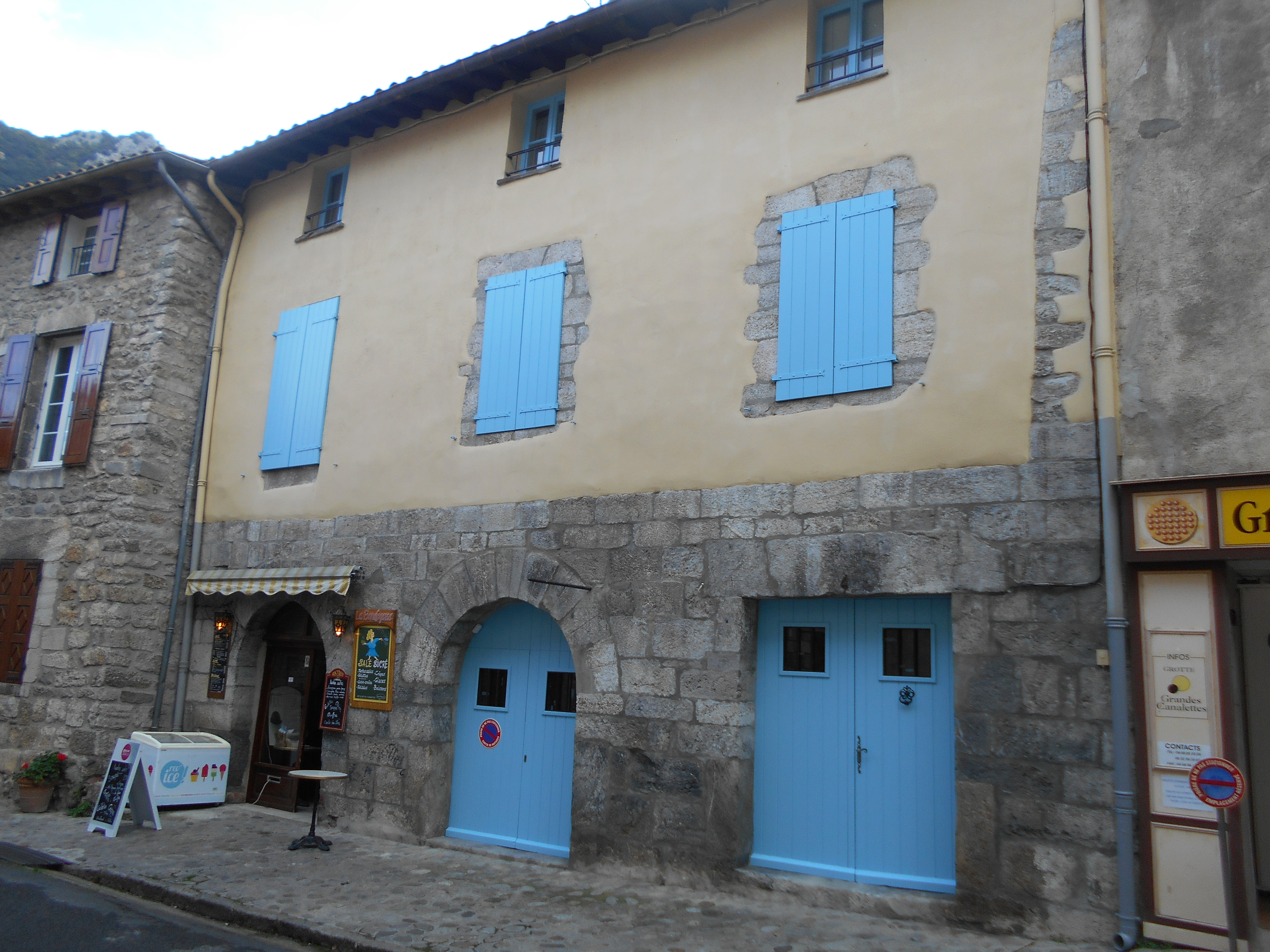
La Casa Deixona

És una casa del segle xii, posteriorment dividida horitzontalment i cadastralment en dos habitatges; un ràfec comú de 10,5 m de llargària és el testimoni de la unitat de l'edifici. Consta de planta baixa, pis i golfes; la façana de pedra només és visible a la planta baixa, ja que la resta està coberta per un arrebossat antic. Algunes de les pedres, d'un aparell mitjà irregular, estan posades de cantell. Els dos arcs son de punt rodó, sense xamfrà d'enquadrament. A la dreta s'obre un ample portal amb una llinda de pedra recta. L'edifici fa 11,86 d'amplada, amb el portal d'1,86. La superfície construïda a penes ateny els 80 m².
A l'interior conserva els arcs de les diferents estances de la planta baixa, alguns d'ells afectats pels usos a què es destinen les diferents parts d'aquest edifici (per exemple, són visibles a l'establiment de restauració que ocupa l'espai més oriental, corresponent al núm. 4 bis).